# La Chavanne
La Chavanne és un municipi francès situat al departament de la Savoia i a la regió d'Alvèrnia-Roine-Alps. L'any 2007 tenia 573 habitants.

## Demografia

### Població
El 2007 la població de fet de La Chavanne era de 573 persones. Hi havia 191 famílies de les quals 28 eren unipersonals (12 homes vivint sols i 16 dones vivint soles), 41 parelles sense fills, 110 parelles amb fills i 12 famílies monoparentals amb fills.
La població ha evolucionat segons el següent gràfic:
Habitants censats

### Habitatges
El 2007 hi havia 218 habitatges, 192 eren l'habitatge principal de la família, 12 eren segones residències i 14 estaven desocupats. 205 eren cases i 12 eren apartaments. Dels 192 habitatges principals, 168 estaven ocupats pels seus propietaris, 17 estaven llogats i ocupats pels llogaters i 7 estaven cedits a títol gratuït; 9 tenien dues cambres, 13 en tenien tres, 36 en tenien quatre i 134 en tenien cinc o més. 175 habitatges disposaven pel capbaix d'una plaça de pàrquing. A 59 habitatges hi havia un automòbil i a 125 n'hi havia dos o més.

### Piràmide de població
La piràmide de població per edats i sexe el 2009 era:
| Homes | Edats   | Dones |
| ----- | ------- | ----- |
| 0     | 95 o +  | 0     |
| 0     | 90 a 94 | 0     |
| 0     | 85 a 89 | 0     |
| 0     | 80 a 84 | 8     |
| 4     | 75 a 79 | 4     |
| 0     | 70 a 74 | 4     |
| 16    | 65 a 69 | 4     |
| 8     | 60 a 64 | 16    |
| 12    | 55 a 59 | 8     |
| 8     | 50 a 54 | 12    |
| 8     | 45 a 49 | 4     |
| 20    | 40 a 44 | 4     |
| 12    | 35 a 39 | 20    |
| 24    | 30 a 34 | 24    |
| 8     | 25 a 29 | 16    |
| 12    | 20 a 24 | 4     |
| 16    | 15 a 19 | 12    |
| 16    | 10 a 14 | 12    |
| 8     | 5 a 9   | 12    |
| 24    | 0 a 4   | 16    |

## Economia
El 2007 la població en edat de treballar era de 356 persones, 278 eren actives i 78 eren inactives. De les 278 persones actives 263 estaven ocupades (138 homes i 125 dones) i 15 estaven aturades (6 homes i 9 dones). De les 78 persones inactives 21 estaven jubilades, 35 estaven estudiant i 22 estaven classificades com a «altres inactius».

### Ingressos
El 2009 a La Chavanne hi havia 191 unitats fiscals que integraven 589,5 persones, la mediana anual d'ingressos fiscals per persona era de 21.584 €.

### Activitats econòmiques
Dels 18 establiments que hi havia el 2007, 1 era d'una empresa extractiva, 4 d'empreses de fabricació d'altres productes industrials, 3 d'empreses de construcció, 1 d'una empresa de comerç i reparació d'automòbils, 1 d'una empresa d'hostatgeria i restauració, 6 d'empreses de serveis, 1 d'una entitat de l'administració pública i 1 d'una empresa classificada com a «altres activitats de serveis».
L'únic servei als particulars que hi havia el 2009 era un electricista.
L'any 2000 a La Chavanne hi havia 8 explotacions agrícoles.

## Poblacions més properes
El següent diagrama mostra les poblacions més properes.